# Clorinda Matto de Turner
Grimanesa Martina Mato Usandivaras, coneguda com Clorinda Matto de Turner (Cusco, 11 de novembre de 1852-Buenos Aires, 25 d'octubre de 1909) va ser una destacada escriptora peruana, precursora del gènere indigenista.
És considerada com una de les precursores de la novel·la hispanoamericana al costat de Juana Mans, Mercedes Marín, Rosario Orrego, Gertrudis Gómez de Avellaneda, Julia López de Almeida, Juana Manuela Gorriti i Mercedes Cabell de Carbonera, entre d'altres. Va inspirar dones a tot arreu per la seva escriptura subversiva i en favor dels indígenes; va ser una dona independent, autodidacta en física, història natural i filosofia.

## Biografia
Va néixer a Cusco l'11 de novembre de 1852 a la casa de la família Matto en la hisenda Paullu Chico, districte de Coya, província de Calca. Va ser batejada en la Parròquia del Sagrario de la Catedral de Cusco, el 30 de desembre de 1854, sota els noms de Grimanesa Martina. No obstant això, més tard ella mateixa usaria el nom de «Clorinda», amb el qual se li va conèixer al llarg de la seva vida. Era filla de Ramón Matto Torres i Grimanesa Concepción Usandivaras Gárate. El seu avi patern era Manuel T. Matto, natural del Cusco, Magistrat vocal de la Cort Superior de Justícia del Cusco, literat i jurista; per la línia materna Juan José Usandivaras, natural de Salta a l'Argentina, i Manuela Gárate, natural del Cusco. És de notar que el seu cognom Matto tenia variants entre els seus ancestres. El nom legal del seu pare era Mato, i així apareix registrada Clorinda en la seva partida de baptisme; no obstant això ella posteriorment va convertir Matto (amb doble t) en el seu nom de ploma. Se sap també que alguns dels seus avantpassats signaven com Matos.
En la hisenda dels seus pares va tenir oportunitat d'observar la vida campestre, i va aprendre a parlar Quítxua. Va cursar estudis primaris en el Colegio de Nuestra Señora de las Mercedes a la ciutat del Cusco, que va interrompre a la mort de la seva mare. A partir de llavors va haver de fer-se càrrec dels seus germans menors. Volia anar-se'n als Estats Units a estudiar medicina, però el seu pare no l'hi ho va permetre.
En 1871 es va casar amb el comerciant, metge i hisendat britànic Joseph Turner i es va anar a viure amb ell al poble andí de Tinta. En morir el seu marit deu anys després, en 1881, la vídua es veuria enfrontada amb seriosos problemes econòmics, ja que advocats i jutges corruptes li farien perdre gran part de la seva herència.
En 1876 Clorinda Matto va fundar la revista El Recreo, en la qual van publicar autors famosos del seu temps com Juana Manuela Gorriti, Ricardo Palma, Rufino José Corb o Fernán Caballero. Va deixar el projecte un any després, per raons de salut, i es va traslladar a Arequipa. En 1877 va participar en una de les tertúlies de Juana Manuela Gorriti, les famoses «vetllades literàries» que ella continuaria més tard. En Arequipa va assumir el lloc de redactora en cap del diari La Bolsa (1884-1885). En 1884 va publicar Elementos de Literatura Según el Reglamento de Instrucción Pública Para Uso del Bello Sexo. Aquest mateix any va estrenar la seva tragèdia Hima-Sumac ó El secreto de los Incas. Drama histórico en tres actos y en prosa en Arequipa, que va tenir poc èxit i només es va representar una vegada més, a Lima en 1888, on Clorinda Matto s'havia establert l'any de 1886. A la capital peruana, va ser incorporada a les institucions culturals més importants, com l'Ateneu o el Círculo Literario.
En 1886 va publicar també el seu estudi biogràfic Doctor Lunarejo sobre Juan d'Espinosa Medrano del Cuzco, qui havia publicat drames en quítxua al segle xvii. En 1889 va assumir la prefectura de redacció d'El Perú Ilustrado a Lima, gairebé al mateix temps que apareixia la seva primera novel·la, Aves sin nido, que li donaria la fama.
Aquesta novel·la va ser controversial perquè narrava la història d'amor entre un home blanc i una bella dona mestissa, els qui no van poder casar-se en descobrir que eren germans, fills d'un mateix pare, un sacerdot faldiller, abordant així la immoralitat sexual dels clergues d'aquesta època. Arran d'aquesta publicació i la d'un relat suposadament sacríleg de l'escriptor brasiler Henrique Coelho Netto en El Perú Ilustrado, l'Església catòlica va iniciar una campanya en contra de Clorinda Matto; va ser excomunicada i les masses populars instigades pel clergat van assaltar la seva casa, van incendiar la seva efígie i van cremar els seus llibres, que van ser prohibits. Van ser moments molt difícils en la seva vida, i no van ser molts els que es van atrevir a defensar-la i donar-li suport públicament. Ella fa especial esment a tres amics als qui els dedica la seva novel·la Índole dient: «A mis queridos amigos y colegas Ricardo Palma, Emilio Gutiérrez de Quintanilla y Ricardo Rosse» (en català: Als meus benvolguts amics i col·legues Ricardo Palma, Emilio Gutiérrez de Quintanilla i Ricardo Rossel). Aquest últim es va presentar davant la Cambra de diputats per expressar protesta pels abusos comesos en contra de Clorinda Matto i la seva família:
| « | Vinc a fi a exercir un dret i a complir un deure, protestant enèrgicament contra els actes públics instigats per les autoritats eclesiàstiques i tolerats per les autoritats polítiques de Cusco, contra l'honor, la propietat i la vida de la intel·ligent i distingida escriptora Clorinda Matto de Turner i la seva respectable família. Vinc finalment a demanar que s'oficieper la Cambra a el Senyor Ministre de Govern, perquè informe al més aviat possible sobre les mesures que ha pres per castigar els culpables d'aquells actes, en desgreuge de la llei escarnida i de l'ordre públic torbat. | » |

En 1891, va renunciar al seu lloc perquè s'aixequés la censura contra El Perú Il·lustrat i va anar a l'estranger per algun temps, també va visitar l'exposició mundial de Chicago. En 1892 va fundar juntament amb el seu germà, el doctor David Matto, la impremta «La Equitativa» a Lima, on treballaven únicament dones i s'editava el periòdic Los Andes. Des de les seves pàgines, Clorinda Matto va defensar al govern d'Andrés Avelino Cáceres, amb el qual havia entaulat amistat durant la Guerra del Pacífic (1879-1883). En 1894 va esclatar la revolució cívico-demòcrata encapçalada pel cabdill Nicolás de Piérola. En 1895 les tropes de Piérola van ocupar Lima i van destruir la casa i la impremta dels germans Matto. Càceres va renunciar a la presidència i va partir a l'exili.
El 25 d'abril de 1895 Clorinda va fugir de Lima i se'n va anar a l'exili a Buenos Aires, passant per Valparaíso, Santiago de Xile i Mendoza. No tornaria a la seva pàtria. Es va guanyar la vida impartint classes a l'Escuela Normal de Profesoras, així com a l'Escuela Comercial de Mujeres, i treballant com a periodista. Va fundar la revesta Búcaro Americano en la qual publicaven escriptors com Ricardo Palma, Amado Nervo, Rubén Darío o Leopoldo Lugones, i va col·laborar en altres mitjans, com La Nación, El Tiempo i La Razón. Va ingressar en l'Ateneu de Buenos Aires com a primera dona, en 1895, on va donar una conferència pública amb el títol de "Las obreras del pensamiento en la América del Sur". Es recorda també que a la capital argentina va ajudar a la jove Aurora Càceres Moreno, filla del president Andrés Càceres i també escriptora.
Cap al final de la seva vida va emprendre viatges per Espanya, França, Itàlia, Alemanya i Anglaterra, on es va trobar amb representants de diverses organitzacions femenines i feministes i es va reunir amb el Papa.
Va morir a Buenos Aires el 25 d'octubre de 1909. Les seves restes mortals van ser repatriades en 1924, arran d'una resolució del Congrés peruà, i va ser sepultada en el mausoleu de la família Matto, en el Cementiri General Presbítero Matías Maestro. L'any 2010, arran d'una iniciativa de la Societat Pro Cultura Clorinda Matto de Turner de Cusco i el parlamentari Oswaldo Luizar Obregón, les restes de Matto de Turner van ser traslladades a la ciutat del Cusco i enterrats en el Cementiri General de l'Almudena.

## Obra

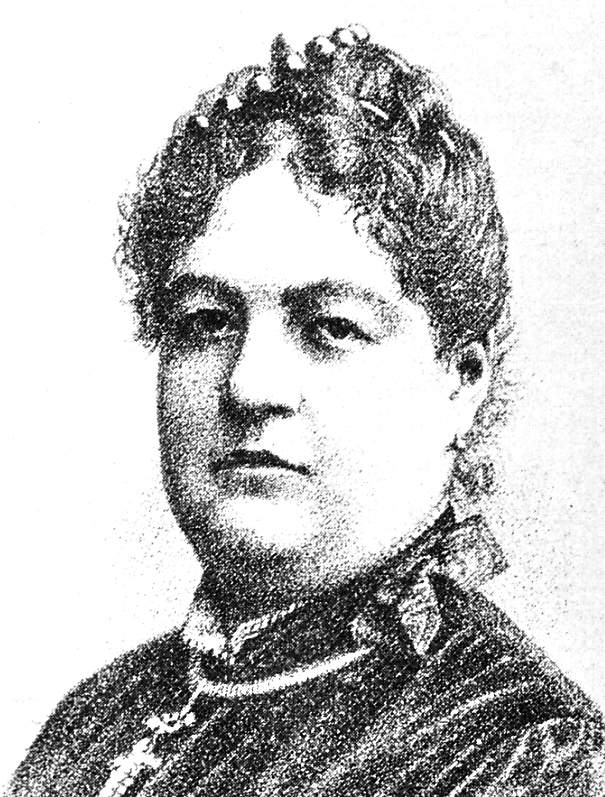
Clorinda Matto de Turner, retratada per Evaristo San Cristóval. Revista El Perú Ilustrado.

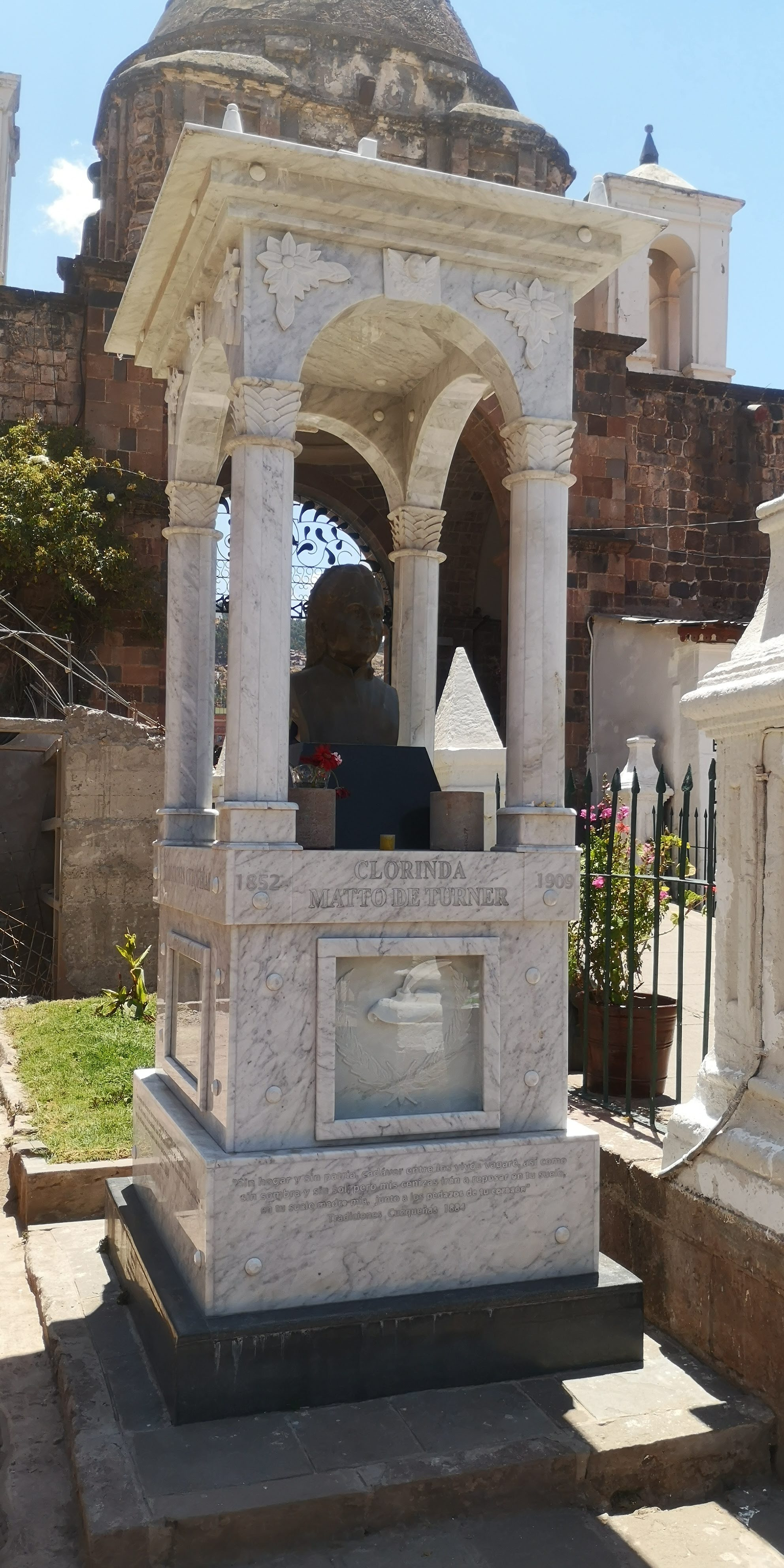
Tomba de Clorinda Matto de Turner en el Cementiri General de l'Almudena en Cusco, Perú.

Clorinda Matto de Turner va formar part d'un grup de destacades peruanes del segle xix, que la historiadora Francesca Denegri considera com "la primera generació de dones il·lustrades en el Perú". En efecte, contemporànies seves van ser Elvira García y García (1862-1951), Lastenia Larriva de Llona (1848-1924), Mercedes Cabello de Carbonera (1845-1909), Teresa González de Fanning (1836-1918), María Jesús Alvarado Rivera i Carolina Freyre de Jaimes (1844-1916).
Havent crescut en el Cuzco, antiga capital de l'imperi Inca, Clorinda es va sentir molt identificada amb aquesta cultura. La familiaritat que trobava en ella és el que va inspirar la majoria dels seus escrits, amb els quals va aconseguir molta popularitat. En els seus treballs literaris va presentar als indígenes en una forma més humana i positiva, contràriament a la forma de pensar de l'època. Malgrat la seva ascendència blanca, mai va estar d'acord amb la manera en què es tractava als indígenes i va utilitzar les seves escriptures per parlar en favor d'ells i crear consciència en la gent.
Els seus escrits també van ser part d'una campanya per millorar l'educació de les dones. Va pertànyer a un cercle ampli de dones, escriptores i pensadores, que incloïa a Juana Manuela Gorriti, Carolina Freyre de Jaimes, Teresa González de Fanning, Mercedes Cabello de Carbonera i Aurora Càceres, que treballaven juntes a Lima organitzant tertúlies, publicant revistes, i establint escoles, fins que Matto va haver d'exiliar-se a causa del motí clerical en 1895. També va tenir llaços professionals amb els dos escriptors peruans més influents d'aquella època, Manuel González Prada i Ricardo Palma, imitant les tradicions d'aquest i compartint la ideologia modernizadora.
Clorinda Matto de Turner és coneguda per molts dels seus treballs literaris, incloent una revista fundada per ella, anomenada El Recreo; com a editora de diaris i periòdics literaris com La Bolsa, El Perú Ilustrado y Búcaro Americano, per les seves novel·les, de les quals les més importants és sens dubte Aves sin nido, i la traducció dels Evangelis al Quítxua.
També el seu primer llibre publicat en 1884 va ser Tradiciones cuzqueñas, i va publicar un segon volum dos anys després anomenat Tradiciones, crónicas y hojas sueltas.
Va publicar tres novel·les:
- Aves sin nido (1889). És una de les novel·les més singulars del realisme hispanoamericà, i alhora precursora o iniciadora del corrent indigenista. Presenta en ella la servitud de l'indígena, pràcticament esclavista, amb una nota de condolença per aquesta situació, que és causada pels abusos de les autoritats polítiques i religioses. Està ambientada al poble fictici de Kíllac, en els Andes peruans (inspirada en algun poblat de Cusco). L'argument se sustenta en la conducta libertina del capellà Pedro de Miranda, que té dos fills en diferents dones: Manuel i Margarita. Aquests dos, sense saber que són germans consanguinis, s'enamoren, però finalment descobreixen el seu veritable origen i sucumbeixen com a “tendres aus sense niu”.[4] La primera edició d'aquesta novel·la va ser feta simultàniament a Lima i Buenos Aires. L'obra va gaudir aviat de popularitat i ha tingut múltiples edicions, sent també traduïda a l'anglès.[7]
- Índole (1891), encara que similar en la seva temàtica a l'anterior, s'enfoca més en la denúncia anticlerical. El seu protagonista és el pare Penyes, un explotador d'indigenes. També apareix com a personatge la dona amb virtuts que supera en general a l'home.[3][10]
- Herencia (1893), ambientada a Lima, aborda la problemàtica de l'educació de la dona, particularment en l'aspecte sexual. El títol al·ludeix a l'herència moral i social que reben les joves de les seves mares. L'autora no s'aparta no obstant això del costumbrisme de les seves anteriors obres.[11][10]

## Publicacions

### Tradicions i llegendes[10]
- Perú: Tradiciones cuzqueñas. Arequipa: "La Bolsa", 1884.
- Tradiciones cuzqueñas. 2 vols. Lima: Torres Aguirre, 1886.
- Leyendas y recortes. Lima: "La Equitativa", 1893.

### Novel·les[10]
- Aves sin nido. Lima: Imprempta del Universo de Carlos Prince, 1889.
- Índole. Lima: Imprempta Bacigalupi, 1891.
- Herencia. Lima: Imprempta Bacigalupi, 1893.

### Prosa biogràfica, epistolària, turística i assatgística[10]
- Bocetos al lápiz de americanos célebres. Lima: Peter Bacigalupi, 1889.
- Boreales, miniaturas y porcelanas. Buenos Aires: Juana A. Alsina, 1902.
- Cuatro conferencias sobre América del Sur. Buenos Aires: Juan A. Alsina, 1909.
- Viaje de recreo: España, Francia, Inglaterra, Italia, Suiza, Alemania. Valencia: F. Sempere, 1909.

### Drama[4]
Hima-Sumac: Drama en tres actos y en prosa. Lima: "La Equitativa", 1893.